# Кампу-Белу-ду-Сул
Кампу-Белу-ду-Сул (порт. Campo Belo do Sul) — муниципалитет в Бразилии, входит в штат Санта-Катарина. Составная часть мезорегиона Серрана. Входит в экономико-статистический микрорегион Кампус-ди-Лажис. Население составляет 8076 человек на 2006 год. Занимает площадь 1 027,407 км². Плотность населения — 7,9 чел./км².

## История
Город основан 3 декабря 1961 года.

## Статистика
- Валовой внутренний продукт на 2003 составляет 59.981.545,00 реалов (данные: Бразильский институт географии и статистики).
- Валовой внутренний продукт на душу населения на 2003 составляет 7.437,27 реалов (данные: Бразильский институт географии и статистики).
- Индекс развития человеческого потенциала на 2000 составляет 0,694 (данные: Программа развития ООН).

## География
Климат местности: умеренный.